# Dimonis de la Fosca
Els Dimonis de La Fosca és una colla de diables que va néixer l'any 2011 i és formada per membres provinents del barri de Gràcia i del barri de la Fosca de Palamós. L'objectiu principal de l'associació és la promoció de les festes populars de foc catalanes, i, alhora, el foment de la participació ciutadana, la igualtat de sexes i el civisme.
La colla té dues seccions de diables, la d'adults i la infantil. A més, n'hi ha una altra de músics que acompanyen els espectacles. Interpreten melodies contemporànies basades en tocs tradicionals, amb trompetes, un clarinet i tabals fets artesanalment pels components. La secció de diables infantil té quatre bèsties de foc: en Llevataps, la Garoina, en Pirofagus Català i el Cranc.
Les actuacions principals de la colla de Dimonis de La Fosca són les que fan a les festes majors, tant la de Barcelona com la de Palamós. Porten vestits de color blau amb flames grogues, i banyes de color vermell.